# Labor Műszeripari Művek
Wohlmut Gyula és Schwarz Nándor, budapesti lakosok 1899-ben jelentették be az Iparhatóságnál, hogy „réz és üvegáru ügynökséget és bizományosi ipart szándékoznak űzni”. A céget 1899-ben bejegyezték a cégbíróságon. Ez a cég tekinthető a Labor Műszeripari Művek más néven Labor MIM előfutárának. Az alapítók a századforduló után magyarosították a nevüket Erdélyre, illetve Szabóra. Az 1908-as árjegyzék szerint már Erdély és Szabó Laboratóriumi Felszerelések és Tanszerek Gyára. A telephely Budapest, VIII. Baross utca 21.

## Tevékenységi köre
Egy másik 1908-as árjegyzék szerint földrajzi, történelmi, állattani, növénytani, kőzettani, földtani és kémiai, valamint természettani és más szakmabeli felszerelési tárgyak szerepelnek. Egy 1937-ben kiadott fényelektromos fotométerhez kiadott használati utasításon Erdély és Szabó Tudományos Műszergyár megnevezés szerepel. Ugyanezt a terméket, és egy légcsillapításos analitikai mérleget egy másik prospektusban, mint Erdély és Szabó Tudományos Műszerek és Precíziós Mérlegek Gyára, Budapest, IX. kerület Liliom utca 46. hirdette.

## Bővülése
1930-as években már két, egymástól független vonalon fejlődtek tovább. 1934-ben Esztergomban egy kis üzem vitorlázó repülőgépeket kezdett el gyártani, és ezt egészen 1940-es évek végéig végezte. Ezekben az években már megjelennek a műszerjellegű termékek is a gyár profiljában. Csak a budapesti gyár közel negyven telephelyen termelt, vagy raktározott.

## Államosítása
Az esztergomi gyárat 1948-ban, míg a budapestit 1949-ben államosították. Az államosítás utáni beruházások nagymérvű volumennövekedést eredményeztek, szükségessé vált egy harmadik gyár felépítése. Időközben a két államosított gyár 1963-ban ipari nagyvállalattá egyesült. A 3. számú gyár 1971-ben kezdte meg működését.

## Gyártmányösszetétel
A nagyvállalat elődjei taneszközöket, iskolai szemléltető eszközöket, sportfelszereléseket, küvettákat is gyártottak. Ugyanakkor fotométerek, autoklávok, elektrokardiográfok, röntgengépek, motoros (fém) repülőgépek is szerepeltek a gyártmányválasztékban. Az államosításkor a vállalathoz csatolt kisüzemek tovább bővítették a gyártandó termékek körét. Így került a gyárhoz a laboratóriumi üvegeszközök és készülékek profilja, ekkor vezették be a nemesfém technológiát. A széles profilt az 1950-es évek elejétől kezdve profiltisztítás váltotta fel. Ennek kapcsán az esztergomi részleghez (ahonnan levált a faipari részleg, és a repülőtér) átadott profilok korszerűbb ipari szerkezetek kialakulását eredményezték mindkét gyárban. Megszüntették a gazdaságtalan termékek gyártását

## Gyártmányfejlesztés
A vállalat jól képzett műszaki gárdája nem volt képes lefedni azt a széles profilt, melynek fejlesztését célul tűzték ki. Ezért a tudomány, és a műszaki színvonal biztosítása érdekében mintegy 30 kutatóintézettel és egyetemi tanszékkel álltak rendszeres kapcsolatban. Az egyes, célra orientált feladatokhoz esetenként mintegy 40 intézetet kerestek meg, és működtek együtt.
A minőség biztosítására a Magyar Elektrotechnikai Ellenőrző Intézet, az Országos Mérésügyi Hivatal és az Orvosi Műszerügyi Intézet folyamatosan ellenőrizte a gyár által gyártott termékek minőségét.
Célul tűzték ki az ipari folyamatok automatizálását, a számítógéptechnika és az univerzális laboratóriumok fejlesztését. Fővállalkozás keretében a komplett laboratóriumok beüzemelését is. 1966 és 1971 között 94 új terméktípus gyártását valósították meg. a 70-es évek közepén labor felszerelések - kémcsőrázógépek, Titriplag, perisztaltikus pumpák, mikropumpa, BIOMIX aprító készülék, ENGLER viszkoziméter, lúg, stb. folyadék fajsúly mérők - gyártása mellett gabonaipari vizsgálatokhoz hengerszéksorokat, próbamalmokat, LABOMIX dagasztógépeket, talajvizsgáló készüléket, valamint vákuumszivattyúkat is gyártottak a IX. kerületi Thaly Kálmán u.-i I.-es gyártelepen Budapesten.

## Létszám alakulása, szociális intézkedések
Az 1948-1949-es államosításkor a két gyár létszáma 370 fő volt. 1975-re a vállalat létszáma közel 3500 főre nőtt. A vállalat vezetése hangsúlyt helyezett a műszaki gárda növelésére. A szakmunkásgárda utánpótlását elsősorban Esztergomra koncentrálták. Az 1952-es esztergomi rekonstrukció kapcsán 250 fős öltöző, 1953-ban 400 fős étkezde, munkásszálló, sporttelep, szabadtéri színpad, napközi és bölcsőde épült. Az 1970-es években adták át Esztergomban a felépített kultúrházat. Ezen túlmenően orvosi rendelő is épült. A Budapesti gyár fiataljainak a vállalat vezetése egy Tüzoltó utcai pincehelyiséget bocsátott rendelkezésére, amiből társadalmi munkával kialakítottak egy kulturált közösségi célú klubhelyiséget 1977-ben.

## Megszűnése
A Labor MIM 1991-ben megszűnt, egyes egységei kft.-ként működtek tovább.